# Dominik Dier
Dominik Dier (* 4. März 1989 in Bad Ischl) ist ein österreichischer Nordischer Kombinierer.

## Werdegang
Seine ersten FIS-Wettkämpfe bestritt Dominik Dier ab 2004. Am 13. Jänner 2007 debütierte er im französischen Chaux-Neuve im B-Weltcup der Nordischen Kombination und belegte den 28. Rang. Bei den Nordischen Junioren-Skiweltmeisterschaften 2008 in Zakopane gewann er am 28. Feber 2008 die Silbermedaille im Teamwettbewerb gemeinsam mit Johannes Weiss, Robert Hauser und Tomaž Druml.
Sein Debüt im Weltcup der Nordischen Kombination gab er am 20. Dezember 2009 in der Ramsau mit einem 44. Platz. Sein bislang bestes Ergebnis und die einzige Platzierung in den Punkterängen in dieser Wettbewerbsserie war ein 26. Rang am 19. Dezember 2012 in Klingenthal. Am 6. März 2011 konnte er im finnischen Kuopio seinen bislang einzigen Sieg in einem Einzelwettbewerb im Rahmen des 2008 in Continental Cup umbenannten B-Weltcups gewinnen. Am Ende der Saison 2010/11 stand der vierte Platz in der Gesamtwertung zu Buche. Etwas mehr als ein Jahr später, am 10. März 2012, gewann er an gleicher Stelle zusammen mit Philipp Orter einen Teamsprint.

## Statistik

### Nordische Junioren-Skiweltmeisterschaften
- Tarvis 2007: 9. Gundersen (HS 100/10 km), 10. Sprint (HS 100/5 km)
- Zakopane 2008: 2. Team (HS 94/4 × 5 km), 22. Sprint (HS 94/5 km), 42. Gundersen (HS 94/10 km)
- Štrbské Pleso 2009: 4. Team (HS 100/4 × 5 km), 20. Gundersen (HS 100/10 km), 27. Gundersen (HS 100/5 km)

### Weltcup-Platzierungen
| Saison  | Platz | Punkte |
| ------- | ----- | ------ |
| 2011/12 | 59.   | 005    |

### Continental-Cup-Siege im Einzel
| Nr. | Datum        | Ort    | Disziplin |
| --- | ------------ | ------ | --------- |
| 1.  | 6. März 2011 | Kuopio | Gundersen |

### Continental-Cup-Siege im Team
| Nr. | Datum         | Ort    | Disziplin    |
| --- | ------------- | ------ | ------------ |
| 1.  | 10. März 2012 | Kuopio | Teamsprint 1 |

### B-Weltcup- und Continental-Cup-Platzierungen
| Saison  | Platz | Punkte |
| ------- | ----- | ------ |
| 2006/07 | 83.   | 005    |
| 2007/08 | 52.   | 044    |
| 2008/09 | 22.   | 238    |
| 2009/10 | 13.   | 315    |
| 2010/11 | 04.   | 523    |
| 2011/12 | 16.   | 258    |
| 2012/13 | 57.   | 048    |

### Grand-Prix-Platzierungen
| Saison | Platz | Punkte |
| ------ | ----- | ------ |
| 2011   | 35.   | 015    |